# Gerhard Hessenberg
Gerhard Hessenberg (né le 16 août 1874 à Francfort-sur-le-Main et mort le 16 novembre 1925 à Berlin) est un mathématicien allemand. Il obtint son doctorat à l'université de Berlin en 1899 sous la direction de Hermann Schwarz et Lazarus Fuchs. Il est connu pour :
- ses travaux sur l'axiomatisation de la géométrie, à la suite de ceux de David Hilbert en 1899 dans ses « Fondements de la géométrie » ; Hilbert avait mis en évidence le rôle du théorème de Desargues et du théorème de Pappus, et Hessenberg montre en particulier qu'en géométrie projective ou affine plane, le second entraîne le premier, résultat depuis nommé théorème de Hessenberg[1],[2] ;
- ses travaux en théorie des ensembles, en particulier un long article paru en 1906[3] (en revue et comme opuscule séparé), où il discute entre autres des paradoxes de la théorie des ensembles et de l'axiome du choix (à la suite de l'article de Ernst Zermelo de 1904) ; on y trouve en particulier  la définition d'une somme et d'un produit tous deux associatifs et commutatifs pour deux ordinaux (la somme et le produit usuels ne sont pas commutatifs, mais sont continus sur leur deuxième argument, contrairement à la somme et au produit d'Hessenberg), qu'il utilise pour la première démonstration publiée du théorème d'arithmétique cardinale selon lequel tout aleph est équipotent à son carré[4], parfois appelé théorème de Hessenberg[5] ;
- l'introduction du concept de connexion en géométrie différentielle[6],[7],[8].

Les matrices de Hessenberg ne doivent pas leur nom à Gerhard Hessenberg comme on le croit parfois, mais à un proche parent, l'ingénieur et mathématicien Karl Hessenberg. En revanche, les variétés de Hessenberg portent son nom.